# Asaperda wadai
Asaperda wadai là một loài bọ cánh cứng trong họ Cerambycidae.